# John Leslie Mackie
John Leslie Mackie (1917–1981) fue un filósofo analítico australiano, oriundo de Sídney. Mackie hizo importantes contribuciones a la filosofía de la religión, la metafísica y la filosofía del lenguaje. Perteneciente al materialismo australiano, Mackie es conocido por sus posturas en el ámbito de la metaética, especialmente por su defensa del escepticismo moral y por su argumento de la rareza. Su obra más conocida, Ethics: Inventing Right and Wrong (1977), comienza afirmando audazmente: "no hay valores objetivos" y que, debido a esto, la ética debe inventarse en lugar de descubrirse.
Mackie también es considerado como uno de los mejores defensores del ateísmo filosófico. En Evil and Omnipotence (1955) Mackie presentó y defendió el problema lógico del mal contra la existencia de Dios. Su obra póstuma The Miracle of Theism: Arguments For and Against the Existence of God (1982) ha sido llamada "un tour de force" en la filosofía analítica contemporánea. En la década de 1980, la revista Time lo llamó "el más capaz de los filósofos ateos de hoy", y regularmente debatió con filósofos cristianos como Richard Swinburne y Alvin Plantinga.

## Biografía
Mackie nació el 25 de agosto de 1917 en Killara, Sídney.
Su madre, Annie Burnett Duncan, era maestra de escuela. Su padre, Alexander Mackie, era profesor de educación en la Universidad de Sídney, así como el director del Sydney Teachers College, y fue influyente en el sistema educativo de Nueva Gales del Sur. Se graduó de la Universidad de Sídney en 1938 después de estudiar con John Anderson, compartiendo la medalla de filosofía con el eminente jurista Harold Glass. Mackie recibió la beca de viaje Wentworth para estudiar a los clásicos en Oriel College, Oxford, donde se graduó con honores de primera clase en 1940.
Durante la Segunda Guerra Mundial, Mackie sirvió con los Ingenieros Eléctricos y Mecánicos Reales en el Medio Oriente e Italia, y fue mencionado a los despachos. Fue profesor de filosofía en la Universidad de Otago en Nueva Zelanda de 1955 a 1959 y sucedió a Anderson como Profesor Challis de Filosofía en la Universidad de Sídney de 1959 a 1963. En ese mismo año se mudó al Reino Unido, convirtiéndose en titular de la cátedra de filosofía en la Universidad de York, cargo que ocupó hasta 1967, cuando fue elegido miembro del University College de Oxford, donde se desempeñó como praelector. En 1969, dio una conferencia titulada "¿Qué está realmente mal con el fenomenalismo?" en la Academia Británica como parte de su serie anual de Conferencias filosóficas. En 1974, se convirtió en miembro de la Academia Británica.
Murió el 12 de diciembre de 1981 en Oxford.

### Vida personal y familia
Se dice que Mackie fue capaz de expresar un desacuerdo total de una manera tan genial que la persona a la que se dirige podría confundir su comentario con un cumplido. Este estilo personal se ejemplifica con las siguientes palabras del prefacio de Ethics: Inventing Right and Wrong:
En ninguna parte me preocupa principalmente refutar a ningún escritor individual. Creo que todos aquellos a quienes me he referido, incluso aquellos con los que estoy más en desacuerdo, han contribuido significativamente a nuestra comprensión de la ética: donde he citado sus palabras reales, es porque han presentado puntos de vista o argumentos con mayor claridad o mayor claridad. con fuerza de lo que podría ponerlos yo mismo.
Mackie se casó con Joan Meredith en 1947. Uno de sus tres hijos, Penelope Mackie, también se convirtió en filósofa. Fue profesora de filosofía en la Universidad de Birmingham de 1994 a 2004, y fue nombrada directora del Departamento de Filosofía de la Universidad de Nottingham en 2007. El hijo de Mackie, David, también es filósofo y se graduó en la Universidad de Oxford, donde ocupó una cátedra en Exeter College, Corpus Christi College y Christ Church antes de ser nombrado miembro y tutor en Oriel College. Es Director de Filosofía en D'Overbroeck's College, Oxford. La otra hija de Mackie, Hilary, es profesora en estudios clásicos en la Universidad Rice.

## Filosofía

### Causalidad
De sus amplios intereses filosóficos, Mackie escribió su obra The Cement of the Universe: A Study of Causation, donde hace un análisis de la causalidad por filósofos como Hume, Kant, Mill, Russell; y expone su teoría de la causalidad basada en los condicionales contrafácticos. Mackie ofrece nuevas explicaciones de la lógica de los enunciados causales singulares, la detección de relaciones causales y relaciona la causalidad con las leyes estadísticas y con la teleología, donde sugiere que las causas finales pueden explicarse suficientemente con causas eficientes.
Mackie sostiene que una causa es una «condición-INUS», es decir, una "parte insuficiente (I) pero necesaria (N) de una condición que en sí misma es innecesaria (U, unnecessary) pero suficiente (S)”. Entonces, A es causa necesaria de B si: (i) A e B son eventos distintos; (ii) tanto A e B ocurren; (iii) si A no hubiera ocurrido, B no habría ocurrido; y (iv) A es causalmente anterior a B. Según Mackie, A sería causa del efecto B si A es «condición mínimamente suficiente» de B y ninguna parte de A por sí misma fuese una condición necesaria pero no suficiente de B, «condición-INUS». (Ver Condición necesaria y suficiente) Mackie usa el ejemplo de una casa en llamas, donde hubo un cortocircuito eléctrico que causó el incendio debido a que había un material inflamable cerca que comenzó a arder después de que sucedió el cortocircuito. Luego trata de explicar la afirmación: "El cortocircuito provocó el incendio", según la condición-INUS: El cortocircuito es una parte necesaria de la condición del incendio (cortocircuito y material inflamable) pero no suficiente (un cortocircuito no resulta siempre en incendio). Dicha condición a su vez es suficiente para que un incendio tenga lugar, aunque no necesario (puede ser reemplazado por otras condiciones como un "relámpago y material inflamable" o "incendio provocado"). Las condiciones-INUS requieren experiencia previa: solo después de haber visto una casa en llamas después de un cortocircuito y haber incendiado material inflamable varias veces, se puede deducir que efectivamente es suficientes.

### Escepticismo moral
Mackie propuso la "teoría del error moral", la cual sostiene que tenemos razones para creer que todas las declaraciones morales "son sistemática y uniformemente falsas". En su libro más conocido por su defensa del escepticismo moral, Ethics: Inventing Right and Wrong (1977), comienza con la audaz afirmación ontológica de que "no hay valores morales objetivos". Continúa argumentando que como el discurso moral ordinario presupone erróneamente hechos morales para que las afirmaciones morales son verdaderas o falsas, la ética se debe inventar, en lugar de descubrir (ver Antirrealismo moral). Mackie se basó en el subjetivismo moral de David Hume para argumentar que los juicios morales  se basan en deseos y sentimientos individuales y no pueden tener el estatus de cuestiones de hecho, porque no se puede derivar un "deber" de "lo que es" (ver Problema del ser y el deber ser). La negación de Mackie de los valores objetivos se apoya un argumento a favor del instrumentalismo.
Supongamos que podríamos hacer explícito el razonamiento que apoya alguna conclusión evaluativa, donde esta conclusión tiene alguna fuerza que guía la acción que no depende de los deseos o propósitos o fines elegidos. Entonces, lo que estoy diciendo es que en algún lugar de la entrada a este argumento, habrá algo que no se puede validar objetivamente, alguna premisa que no es capaz de ser simplemente verdadera, o alguna forma de argumento que no es válida como una cuestión general lógica, cuya autoridad o fuerza no es objetiva, sino que está constituida por nuestra elección o decisión de pensar de cierta manera. (Ethics: Inventing Right and Wrong, pp. 30.)
A continuación, Mackie utilizó varios argumentos para apoyar esta afirmación de que los valores objetivos no existen: 
- Primero comienza con una observación empírica: "que hay una enorme cantidad de variación en los puntos de vista morales, y que los desacuerdos morales a menudo se caracterizan por un grado inusual de intratabilidad" (ver Argumento de la relatividad).[33] Mackie sostiene que la mejor explicación de estos fenómenos es que los juicios morales "reflejan la adhesión y participación en diferentes formas de vida" (1977: p. 36).

- En segundo lugar, Mackie argumenta que algunos aspectos del pensamiento moral son relativos, y que la moral objetiva requiere una característica intrínseca de acción intrínsecamente absurda. Más que nada, piensa que no está claro cómo los valores objetivos podrían sobrevenir en las características del mundo natural. Sería difícil justificar nuestro conocimiento de las "entidades de valor" o tener en cuenta los vínculos o las consecuencias que tendrían (ver Argumento de la rareza).[3]

Finalmente, piensa que es posible mostrar que incluso sin valores objetivos, las personas todavía tendrían razones para creer firmemente en ellos, puesto que una vez sean dados "unos estándares suficientemente determinados, será una cuestión objetiva, una cuestión de verdad y falsedad, qué tan bien se ajusta un espécimen en particular a esos estándares" (1977: p. 26). Mackie, afirma que es posible que las personas se confundan o se engañen y crean que existen valores objetivos.
Las actitudes morales en sí mismas son al menos parcialmente de origen social: los patrones de comportamiento socialmente establecidos, y socialmente necesarios, ejercen presión sobre los individuos, y cada individuo tiende a internalizar estas presiones y a unirse para exigir estos patrones de comportamiento de sí mismo y de los demás... Necesitamos la moralidad para regular las relaciones interpersonales, para controlar algunas de las formas en que las personas se comportan entre sí, a menudo en oposición a inclinaciones contrarias. Por lo tanto, queremos que nuestros juicios morales tengan autoridad tanto para otros agentes como para nosotros mismos: la validez objetiva les daría la autoridad requerida... Pero los valores estéticos están menos fuertemente objetivados que los morales; su estado subjetivo... será más fácilmente aceptado, simplemente porque los motivos de su objetivación son menos convincentes. (Ethics: Inventing Right and Wrong, pp. 42-43.)
La sugerencia de Mackie de que el lenguaje moral adopta una visión erróneamente realista de la moral influyó en trabajos posteriores de filósofos morales que tendieron a mantener las cuestiones metafísicas separadas de las semánticas. La revista The Times llamó al libro "una lúcida discusión de la teoría moral que, aunque dirigida al lector general, ha atraído una gran cantidad de atención profesional".
Tras haber recibido una copia de Richard Dawkins "El gen egoísta" como regalo de Navidad, Mackie escribió en 1978 un artículo alabando el libro y discutiendo cómo sus ideas podrían ser aplicados a la filosofía moral. La filósofa Mary Midgley respondió en 1979 con "Gene-Juggling", un artículo que argumentaba que El gen egoísta trataba más acerca del egoísmo psicológico que sobre la evolución. Esto inició una disputa entre Mackie, Midgley y Dawkins que todavía estaba en curso en el momento de la muerte de Mackie.

### Filosofía de la religión

#### Ateísmo
En cuanto a la religión, era bien conocido por defender el ateísmo y también por argumentar que el problema del mal hacía insostenibles las principales religiones monoteístas. En la década de 1980, la revista Time lo llamó "el más capaz de los filósofos ateos de hoy". Su libro The Miracle of Theism representa un "tour de force" que trata de probar, o hacer más probable, la inexistencia de Dios. En él objeta a los argumentos clásicos a favor de la existencia de Dios como: la tercera meditación de Descartes, el argumento ontológico de Anselmo, la existencia de milagros, la defensa de Berkeley del teísmo, la apuesta de Pascal, el argumento moral de Immanuel Kant y al argumento cosmológico. También se refiere a aquellas tesis que ponen el concepto de Dios más allá del dominio lo razón. Bernard Williams escribió que el libro de Mackie refleja el espíritu de la filosofía analítica de Bertrand Russell "que es racional, escéptico, benévolo y firmemente incapaz de ocultar, en momentos cruciales, el desprecio por el evasivo y el odio por el fanático". Graham Oppy comentó que "mucha gente lo piensa como el rey de las referencias principales de la crítica atea a los argumentos a favor de la existencia de dios”.
Mackie arguye que el principio de causalidad no puede ser extrapolado al universo desde la experiencia inductiva. Apeló a la tesis de David Hume (An Enquiry Concerning Human Understanding), que los efectos sin causas pueden ser concebidos en la mente, y que lo que es concebible en la mente es posible en el mundo real. También argumentó que si Dios tiene una necesidad metafísica, la existencia de Dios es lógicamente contingente. Es decir, si Dios existe necesariamente en el sentido de que si existe, entonces existe en todos los mundos posibles, lógicamente sigue siendo posible que Dios no exista en alguno de los mundos posibles (y por consiguiente, en todos). Como respuesta a la apuesta de Pascal, Mackie responde que "la iglesia dentro de la cual se encuentra la salvación no es necesariamente la Iglesia de Roma, sino quizás la de los anabautistas o los mormones o los musulmanes sunitas o los adoradores de Kali o de Odín".

#### Problema del mal

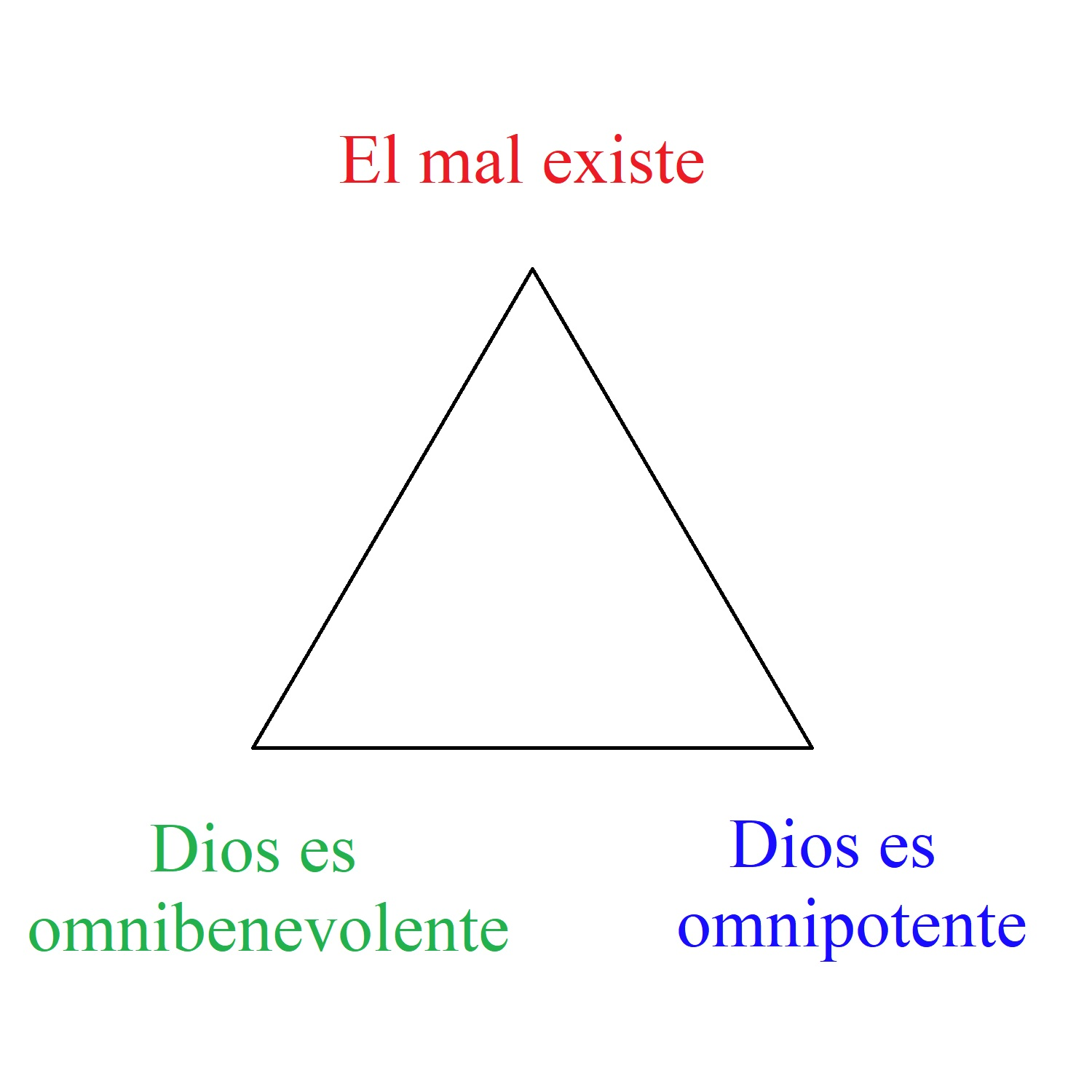
John Mackie presentó el problema lógico del mal con las siguientes tres proposiciones, formando una tríada inconsistente.

En 1955 publicó uno de Evil and Omnipotence, donde argumenta su opinión de que la existencia simultánea del mal y un Dios todopoderoso, omnisciente y omnipotente era "positivamente irracional". 
“Dios es omnipotente; Dios es completamente bueno; y sin embargo el mal existe. Parece haber alguna contradicción entre estas tres proposiciones, de modo que si dos de ellas fueran verdaderas, la tercera sería falsa. Pero al mismo tiempo, los tres son partes esenciales de la mayoría de las posiciones teológicas: el teólogo, al parecer, debe y no puede adherirse consistentemente a los tres a la vez".
Sus críticas a las teodiceas fueron particularmente significativas. Argumentó que la existencia de "males necesarios" limitaría la omnipotencia de Dios y que el libre albedrío no es una respuesta sólida para aquellos que desean creer en un ser omnipotente ante el mal y el sufrimiento, ya que tal ser podría habernos dado tanto el libre albedrío como la perfección moral, lo que nos llevó a elegir lo bueno en cada situación.
“Si Dios ha hecho a los hombres de tal manera que en sus elecciones libres a veces prefieren lo bueno y otras veces lo malo, ¿por qué no pudo haber hecho a los hombres de tal manera que siempre eligieran libremente lo bueno? Si no hay imposibilidad lógica en que un hombre elija libremente el bien en una o varias ocasiones, no puede haber una imposibilidad lógica en que elija libremente el bien en cada ocasión. Dios no se enfrentó, entonces, a una elección entre hacer autómatas inocentes y crear seres que, al actuar libremente, a veces saldrían mal: estaba abierta para él la posibilidad obviamente mejor de hacer seres que actuarían libremente pero siempre saldrían bien. Claramente, el hecho de que no se aproveche de esta posibilidad es incompatible con el hecho de que sea omnipotente y completamente bueno.
Las opiniones de Mackie sobre este llamado problema lógico del mal provocaron que Alvin Plantinga respondiera con su versión de la defensa del libre albedrío a la que Mackie respondió más tarde en su The Miracle of Theism. Mackie sostuvo que es compatible un Dios crease seres libres que estén determinados siempre a hacer el bien (ver Compatibilismo). Más tarde, Mackie declaró que el argumento del mal "no muestra que el las doctrinas del teísmo son lógicamente incompatibles entre sí" pero si las respuestas dadas al mal "ofrecen una solución real al problema es otra cuestión".

## Biografía

### Cronología
- 1938, se gradúa de la Universidad de Sídney siendo alumno de John Anderson
- 1938, con la beca Wentworth Travelling viaja a Oriel College, Oxford para estudiar a Greats
- 1940, se gradúa con distinción
- 1940-46, sirve en el ejército durante la Segunda Guerra Mundial
- 1946-54, Da clases en la Universidad de Sídney sobre moral y filosofía política
- 1955-59, Profesor de Filosofía, Universidad de Otago, Dunedin, Nueva Zelanda
- 1959-63, Profesor de Filosofía, Universidad de Sídney
- 1963-67, Profesor de filosofía, Universidad de York
- 1967, elegido miembro del University College, Oxford
- 1974, elegido miembro de la Academia Británica

## Publicaciones selectas
- 1955, Evil and Omnipotence, Mind, New Series.
- 1965, Causes and Conditions, American Philosophical Quarterly, ISSN 0003-0481.
- 1973, Truth, Probability, and Paradox, Oxford University Press, ISBN 0-19-824402-9.
- 1974, The Cement of the Universe: A Study of Causation, Oxford University Press, ISBN 0-19-824642-0.
- 1976, Problems from Locke, Oxford University Press, ISBN 0-19-824555-6.
- 1977, Ethics: Inventing Right and Wrong, Viking Press, ISBN 0-14-013558-8.
- 1977, The Third Theory of Law, Philosophy & Public Affairs, Vol. 7, No. 1. ISSN 0048-3915.
- 1980, Hume's Moral Theory, Routledge Keegan & Paul, ISBN 0-7100-0525-3.
- 1982, The Miracle of Theism: Arguments for and Against the Existence of God, Oxford University Press, ISBN 0-19-824682-X.
- 1985, Logic and Knowledge: Selected Papers, Volume I, Oxford University Press, ISBN 0-19-824679-X.
- 1985, Persons and Values: Selected Papers, Volume II, Oxford University Press, ISBN 0-19-824678-1

Para obtener una lista más completa de obras, consulte "The publications of J. L. Mackie", compilado por Joan Mackie en:
- Honderich, Ted. (ed). (1985) Morality and Objectivity: A Tribute to J.L. Mackie, Routledge Kegan & Paul, ISBN 0-7100-9991-6.

### Antologías
- Logic and Knowledge: Selected Papers, Volume I (1985), Oxford University Press, ISBN 0-19-824679-X.
- Persons and Values: Selected Papers, Volume II (1985), Oxford University Press, ISBN 0-19-824678-1.

### Ediciones en español
- Mackie, J. L. (1994). El milagro del teísmo: argumentos en favor y en contra de la existencia de Dios. Tecnos. ISBN 84-309-2500-7. OCLC 318172704.
- Mackie, J. L. (2000). Ética : la invención de lo bueno y lo malo (1a ed edición). Gedisa Editorial. ISBN 84-7432-659-1. OCLC 44182251.
- Mackie, J. L. (2017). Causas y condiciones (Ezequiel Zerbudis, trad.). Cuadernos Filosóficos. Segunda Época, XIV.